# Niu Ping-yih
Niu Ping-yih (牛炳鎰T, Niú BǐngyìP; 18 dicembre 1914 – ...) è stato un allenatore di pallacanestro taiwanese.

## Carriera
Ha guidato Taiwan ai Campionati del mondo del 1954, conquistando il quinto posto.